# Oysonville
Oysonville – miejscowość i gmina we Francji, w Regionie Centralnym, w departamencie Eure-et-Loir.
Według danych na rok 1990 gminę zamieszkiwało 485 osób, a gęstość zaludnienia wynosiła 50 osób/km² (wśród 1842 gmin Regionu Centralnego Oysonville plasuje się na 692. miejscu pod względem liczby ludności, natomiast pod względem powierzchni na miejscu 1160.).